# Alfredo Martín
Alfredo Ángel Martín (ur. 30 kwietnia 1894 w Buenos Aires, zm. 24 października 1955) – argentyński piłkarz, grający podczas kariery na pozycji napastnika.

## Kariera klubowa
Alfredo Martín rozpoczął piłkarską karierę w River Plate w 1914. W latach 1917–1918 występował w Tigre Buenos Aires.
W latach 1919–1923 był zawodnikiem Boca Juniors. Z Boca Juniors trzykrotnie zdobył mistrzostwo Argentyny w 1919, 1920 i 1923.

## Kariera reprezentacyjna
W reprezentacji Argentyny Martín występował w latach 1917–1919. W reprezentacji zadebiutował 3 października 1917 w wygranym 4-2 meczu z Brazylią podczas Mistrzostw Ameryki Południowej. 
Na turnieju w Montevideo wystąpił we wszystkich trzech meczach z Brazylią, Chile i Urugwajem.
W 1919 po raz drugi wystąpił w Mistrzostwach Ameryki Południowej. Na turnieju w Rio de Janeiro wystąpił tylko w meczu z Chile. Ostatni raz w reprezentacji Martín wystąpił 7 grudnia 1919 w przegranym 2-4 towarzyskim meczu z Urugwajem. Ogółem w barwach albicelestes wystąpił w 10 meczach, w których zdobył dwie bramki.
| Mecze i gole w reprezentacji | Mecze i gole w reprezentacji | Mecze i gole w reprezentacji | Mecze i gole w reprezentacji | Mecze i gole w reprezentacji | Mecze i gole w reprezentacji | Mecze i gole w reprezentacji |
| #                            | Data                         | Miasto                       | Przeciwnik                   | Gol                          | Wynik                        | Rozgrywki                    |
| ---------------------------- | ---------------------------- | ---------------------------- | ---------------------------- | ---------------------------- | ---------------------------- | ---------------------------- |
| 1.                           | 03.10.1917                   | Montevideo                   | Brazylia                     |                              | 4:2                          | Copa América                 |
| 2.                           | 06.10.1917                   | Montevideo                   | Chile                        |                              | 1:0                          | Copa América                 |
| 3.                           | 14.10.1917                   | Montevideo                   | Urugwaj                      |                              | 0:1                          | Copa América                 |
| 4.                           | 21.10.1917                   | Avellaneda                   | Chile                        |                              | 1:1                          | towarzyski                   |
| 5.                           | 28.07.1918                   | Montevideo                   | Urugwaj                      |                              | 1:3                          | Gran Premio                  |
| 6.                           | 15.08.1918                   | Buenos Aires                 | Urugwaj                      |                              | 0:0                          | Gran Premio                  |
| 7.                           | 25.08.1918                   | Buenos Aires                 | Urugwaj                      | Gol · Gol                    | 2:1                          | Gran Premio                  |
| 8.                           | 20.09.1918                   | Montevideo                   | Urugwaj                      |                              | 1:1                          | Copa Lipton                  |
| 9.                           | 22.05.1919                   | Rio de Janeiro               | Chile                        |                              | 4:1                          | Copa América                 |
| 10.                          | 07.12.1919                   | Montevideo                   | Urugwaj                      |                              | 2:4                          | towarzyski                   |